# San Simón (Venezuela)
Pour les articles homonymes, voir San Simon.
San Simón est le chef-lieu de la municipalité de Simón Rodríguez dans l'État de Táchira au Venezuela.